# Icterus graduacauda
El turpial amarillento (Icterus graduacauda), también conocido como turpial de Audubon y bolsero cabeza negra, es una especie de ave paseriforme de la familia Icteridae propia de  México y el extremo sur de los Estados Unidos. Se distinguen cuatro subespecies reconocidas.

## Distribución y hábitat
Es nativo de México y el sur de Texas (Estados Unidos). Su hábitat natural se compone de bosque subtropical y tropical.

## Subespecies
Se reconocen las siguientes subespecies, incluyendo la subespecie tipo.:
- Icterus graduacauda audubonii Giraud, 1841
- Icterus graduacauda dickeyae Van Rossem, 1938
- Icterus graduacauda graduacauda Lesson, 1839
- Icterus graduacauda nayaritensis Van Rossem, 1938